# Kümmerle Pál
Kümmerle Pál, Kümmerle Pál Artúr Tivadar (Budapest, 1873. november 11. – Budapest, 1944. február 17.) festő, műegyetemi adjunktus.

## Életútja
Kümmerle Gottlob és Back Lujza fiaként született. Tanulmányait a budapesti Mintarajziskolában végezte. Mesterei Balló Ede, Nádler Róbert és Székely Bertalan voltak. Tanulmányutat tett Németországban, Olaszországban és Dalmáciában. 1895-től budapesti tárlatokon mutatta be műveit. Halálát tüdőgyulladás, influenza okozta. Felesége Reder Katalin volt.